# Высокий суд Маршалловых Островов
Высокий суд Маршалловых Островов — вторая высшая судебная инстанция судебной системы Маршалловых Островов.
Учреждён в соответствии со статьей VI, раздел 3 Конституции республики. Он обладает апелляционной юрисдикцией в отношении дел, возбуждённых в судах низшей инстанции, а также юрисдикцией первой инстанции в отношении определённых категорий дел, включая некоторые уголовные и гражданские дела, завещания и разводы. И компании, и частные лица США имеют доступ к правовой системе через Высокий суд Маршалловых Островов.
Суд состоит из главного судьи и нерегулируемого числа младших судей.